# Morrinhos do Sul
Morrinhos do Sul is een gemeente in de Braziliaanse deelstaat Rio Grande do Sul. De gemeente telt 3.263 inwoners (schatting 2009).

## Aangrenzende gemeenten
De gemeente grenst aan Dom Pedro de Alcântara, Mampituba, Torres, Três Cachoeiras en Três Forquilhas.